# 引当金
引当金（ひきあてきん、英: reserve）とは、将来の特定の支出や損失に備えるために、貸借対照表の負債の部（または資産の部の評価勘定）に繰り入れられる金額をいう。

## 目的
たとえば、売上債権の貸倒れ（回収不能）や賞与・退職金などの費用は、その発生原因（売上の発生、勤労の提供）の時点と金額確定（貸倒れ、賞与・退職金の支給）の時点にズレが生じる。この時、引当金を設定することで、収益と費用の計上時点を対応（費用収益対応の原則）させて、適正な期間損益計算を行う。

## 会計における引当金繰入の4要件
会計上、引当金として計上されるべき引当金としては、企業会計原則注解18に以下の要件があげられている。
- 将来の特定の費用または損失であること
- 発生が当期以前の事象に起因すること
- 高い発生可能性があること
- 金額が合理的に見積り可能であること

## 法人税法上繰入が認められる引当金
日本の税制上、現在は次の二つのみが法定されている。
- 貸倒引当金[1]　・・　但し、資本金が1億円以下であるなど一定の法人に限る
- 返品調整引当金[2]

また、かつて、認められており、現在税法上では廃止された引当金には、次のものがある。
- 賞与引当金[3]
- 退職給付引当金
- 特別修繕引当金
- 製品保証等引当金

なお、法人税法により認められていない引当金であっても、財務会計上は上記の4要件を満たすものは計上が強制される。なぜなら、期間損益計算を適正に行うという財務会計の目的を満たすためには、法人税法に関係なく引当金の計上が不可欠だからである。財務会計上の費用として計上することと、法人税法上の損金（経費）として認められることは別問題なのである。これに対し法人税法では、引当金が損金算入を通じて課税所得を減額することから、項目によっては損金算入を否認したり、限度額を設けて算入に一定の歯止めをかけている。

## （参考）商法・会社法における引当金
かつては、旧商法施行規則43条において「特定の支出又は損失に備えるための引当金は、その営業年度の費用又は損失とすることを相当とする額に限り、貸借対照表の負債の部に計上することができる。」と規定されており、旧商法と旧証券取引法での引当金の範囲に差異が生じていた。
しかし、2006年に商法が全面的に改正された際に、引当金に関する規定がほとんど見られなくなった（b:会社計算規則第75条・77条に一部残る）。つまり、会社法においても金融商品取引法と同様の会計処理に準拠して処理されるべきであるとされた。

## 註解
1. ↑  b:法人税法第52条
2. ↑  b:法人税法第53条
3. ↑  “賞与引当金とは？ 仕訳や会計処理を事例付きで解説！”. 経理プラス (2017年3月13日). 2022年3月10日閲覧。
4. ↑  b:会社法第431条、b:会社計算規則第3条、「引当金に関する論点の整理」平成21年9月8日,企業会計基準委員会